# Academia Paulista de Letras
La Academia Paulista de Letras es una institución brasileña fundada el 27 de noviembre de 1909 por Joaquim José de Carvalho, que fue su Secretario General. Cuenta con cuarenta miembros efectivos que solo pueden ser brasileños que vivan en el Estado de São Paulo, con obras literarias o científicas publicadas y que sean de reconocido valor, o que sean personalidades de gran repercusión en la vida cultural del Estado.
Su sede está en São Paulo y usa como símbolo una "rosa de cinco pétalos".
El escritor José Geraldo Vieira fue un miembro activo.